# 다임러 컴퍼니

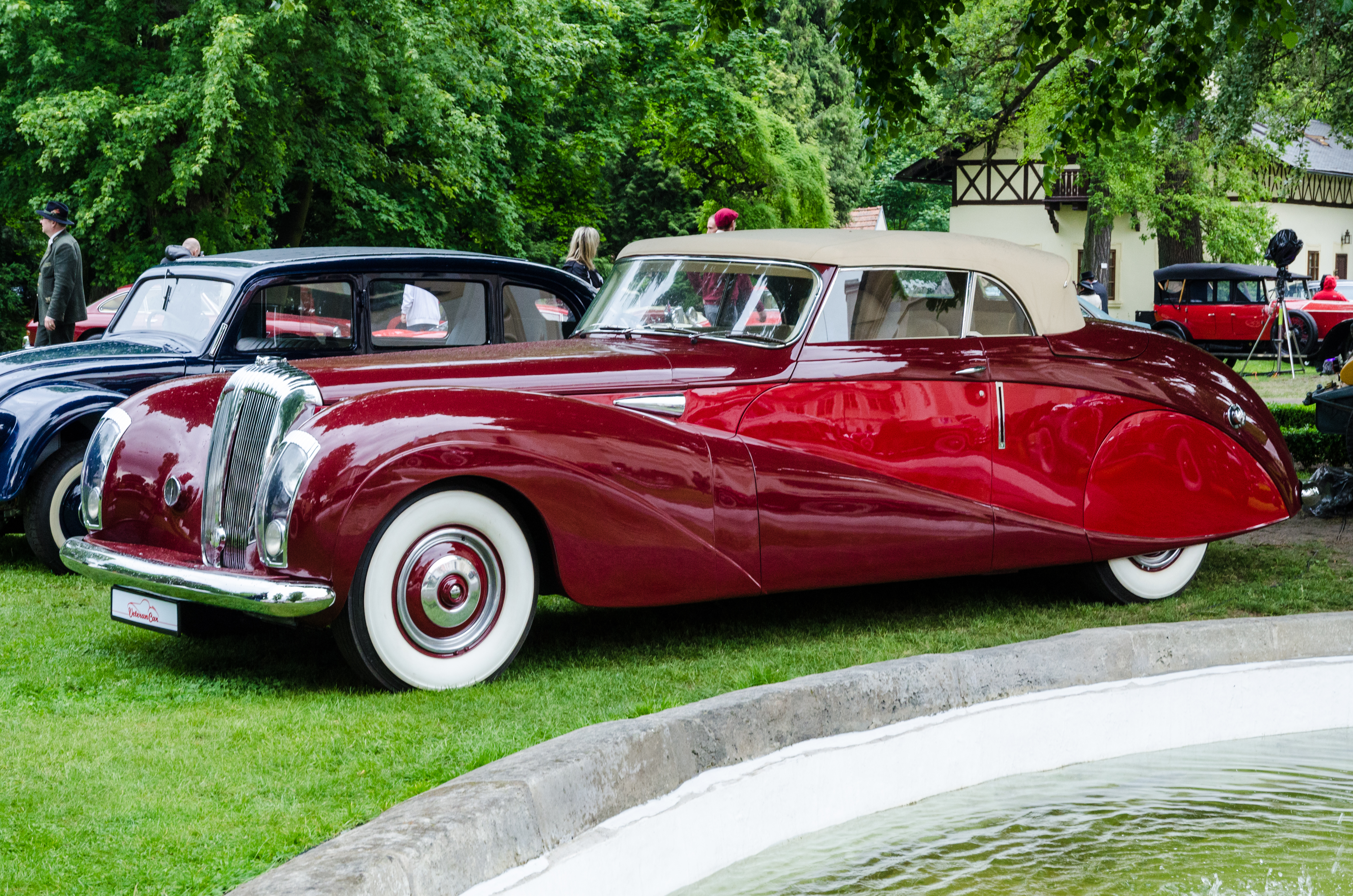
스트레이트에이트 쿠페 1949

다임러 컴퍼니(Daimler Company, 1910년 이전 명칭: 다임러 모터 컴퍼니, The Daimler Motor Company Limited)는 1896년 H. J. 로손에 의해 런던에 설립된 영국의 독립 자동차 제조업체이다. 코번트리의 제조기지를 구축했다. 이 기업은 고틀리프 다임러와 다임러-모토렌-게셀슈트로부터 동시에 '다임러'라는 이름의 권리를 샀다. 1904년 초기 재정적 어려움으로 인해 다임러 모터 컴퍼니는 BSA(버밍엄 스몰 암스 컴퍼니)에 1910년 인수되었고 제2차 세계 대전 이전에 자체 이름으로 차량을 판매했다. 1933년, BSA는 랜체스터 모터 컴퍼니를 인수하여 다임러 컴퍼니의 자회사로 두었다.
다임러 자동차 브랜드는 새로 설립된 영국의 다국적 자동차 제조업체 재규어 랜드로버에 인수되었다.